# چای گل

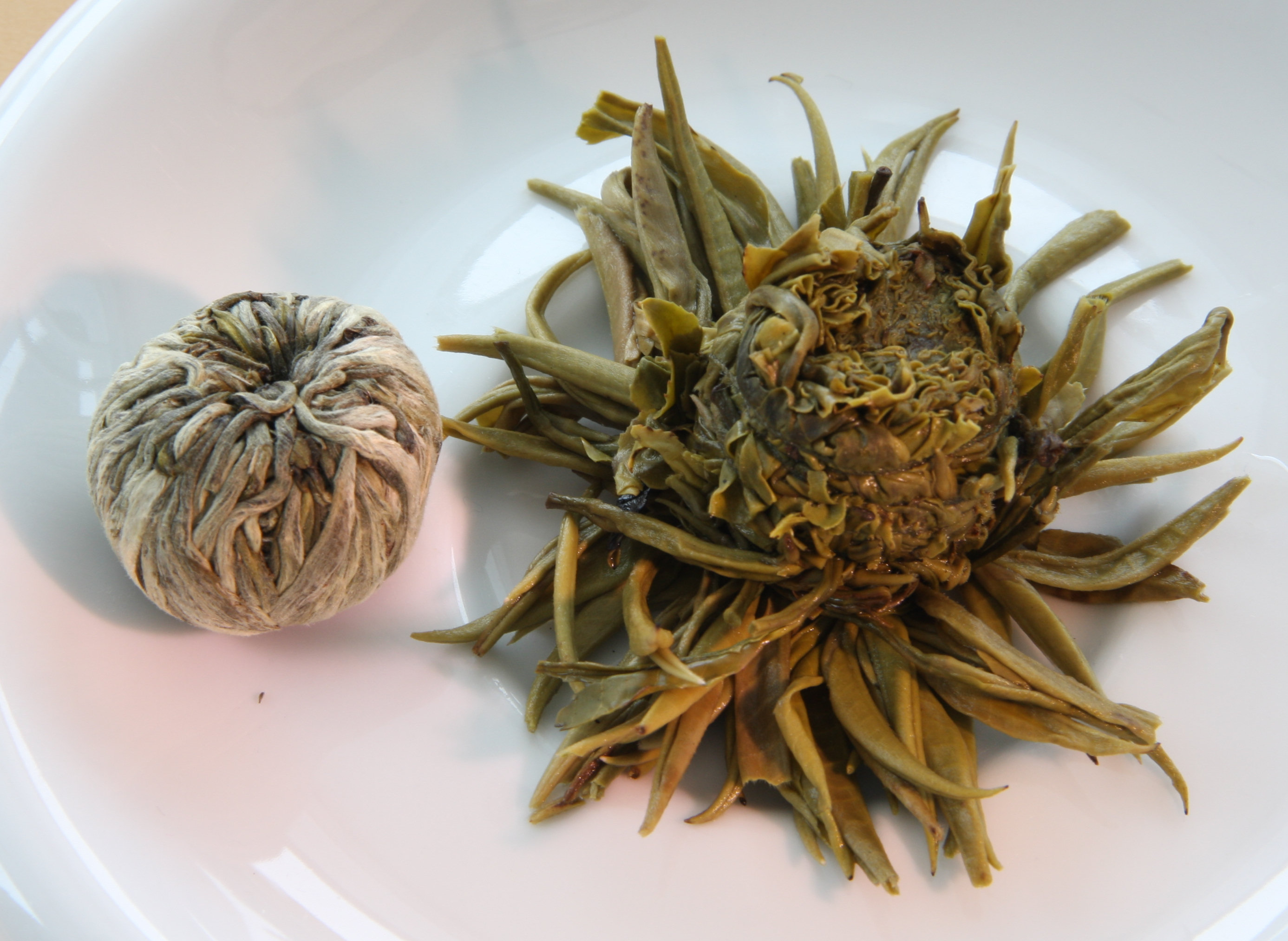
چای گلی که با استفاده از برگ چای سفید درست شده است.

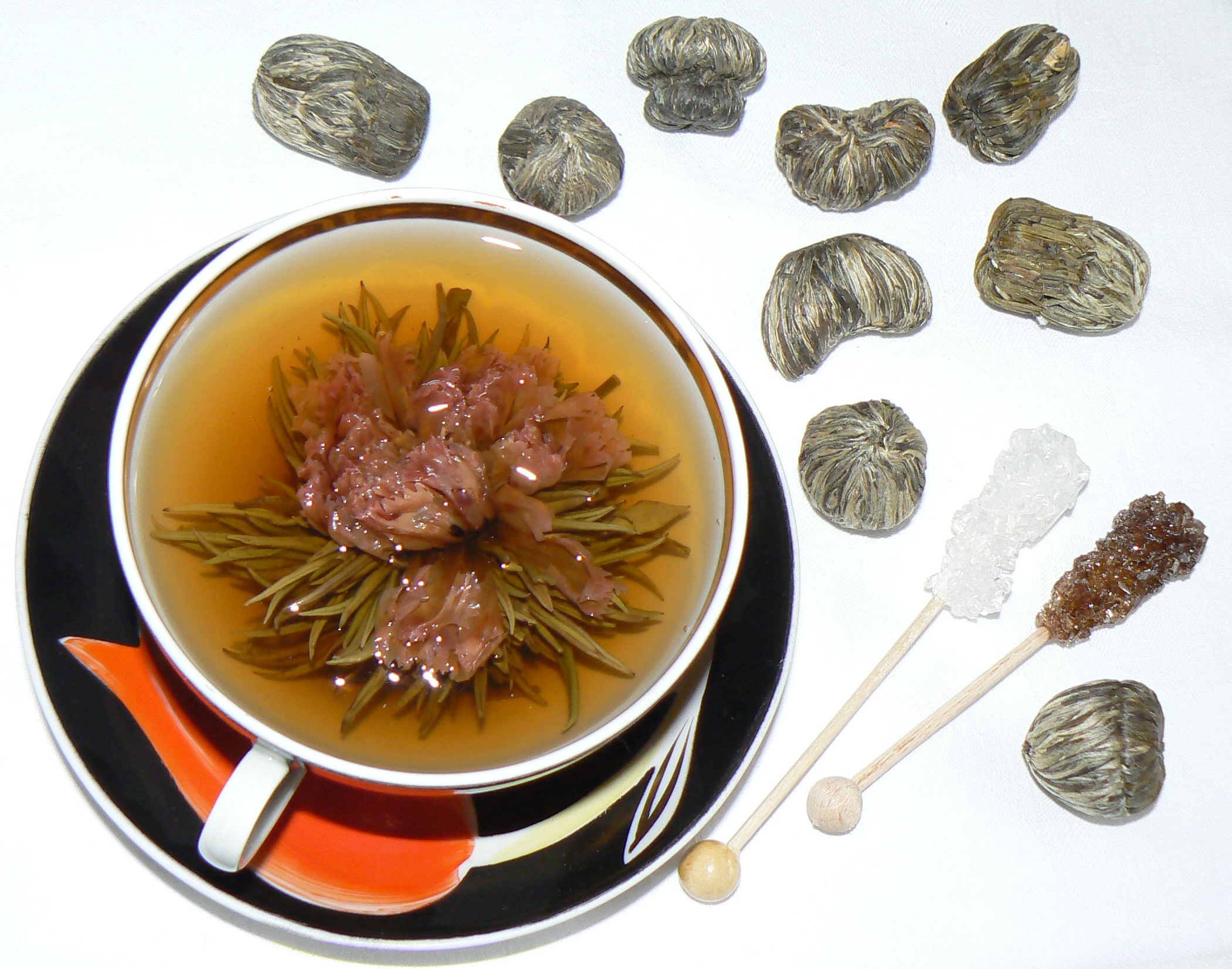
یک فنجان چای گل

چای گل (چینی: 花茶 huāchá) یکی از انواع چای چینی است. در برخی از انواع آن از برگ‌های پیچیده شده چای به دور گل خشک، استفاده می‌شود. در این نوع از چای گل، برگ چای و گل به یکدیگر وصل شده و سپس خشکانده می‌شوند. هنگامی که گل و چای پیچیده شده به دور آن در درون آب جوش قرار می‌گیرند، به مانند گلی که شکفته می‌شود به نظر می‌آید. در حالی که گل به عنوان محور آن در می‌آید. پیدایش این چای به استان یوننان در چین نسبت داده می‌شود. گل‌های زیر معمولاً در چای گل مورد استفاده قرار می‌گیرند، گل تکمه‌ای، گل داودی، گل یاس، سوسن، چای ترش (گیاه) و اسمانتوس.
مشخص نیست که آیا گل چای ریشه در گذشته‌های دور چین دارد یا یک ابداع تازه به شمار می‌رود.
گل چای به طور کلی ظروف ساخته شده از شیشه یا سایر مواد شفاف، به طوری که گل قابل دید باشد، تهیه می‌شود. گل چای معمولاً می‌تواند دو یا سه بار با افزودن آبجوش مورد استفاده مجدد قرار بگیرد.